# Musée préfectoral des Beaux-arts de Tochigi
Le musée préfectoral des Beaux-arts de Tochigi (栃木県立美術館) est un musée du Japon situé à Utsunomiya, dans la préfecture de Tochigi.

## Collections
Parmi les œuvres du musée préfectoral des Beaux-arts de Tochigi sont représentés de nombreux artistes européens,,, dont :

### Peinture
- Alexandre Cabanel Diana Hunting, 1882[1]
- John Constable Dedham Vale, ca 1805-17[2]
- Camille Corot Pond à Ville-d'Avray, 1847[1]
- Thomas Gainsborough River Landscape with Rustic Lovers Mounted Herdsman driving Cattle and Sheep over a Bridge and Ruined Castle, ca 1781[2]
- Claude Monet Plage à Saint-Adresse, 1864[1]
- Constant Troyon Watering the Stock, ca 1855-60[1]
- Joseph Mallord William Turner Woman with Tambourine, ca 1840-50[2]
- Richard Wilson (peintre) Acqua Acetosa, ca 1754[2]

### Art contemporain
- Thomas Ruff Portrait de Simone Buch, 1988[3]
- Sophie Calle Autobiographie - Le Strip-tease, 1989[3]
- Patrick Caulfield Dining, Kitchen, Living, 1980[3]
- Andy Goldsworthy Maple Leaves Ouchiyama-mura, 19 novembre 1991[3]